# Central hidroelèctrica de Vallespir
La Central hidroelèctrica de Vallespir és una central minihidràulica d'aigua fluent ubicada al poble de Romadriu, al terme municipal de Llavorsí, a la comarca del Pallars Sobirà, que aprofita el cabal del riu de Santa Magdalena. La posada en funcionament fou l'any 1997, amb una potència instal·lada original de 4,224 MW. L'obra civil fou construïda per la societat Copcisa i els equips hidràulics foren subministrats per l'empresa Hidrowatt.
El cabal de la concessió és de 2,7 metres cúbics per segon, i la data de caducitat és el 23 de maig de l'any 2063.
L'any 1986 l'empresa Minicentrales Hidráulicas S.A. sol·licità la concessió de l'aprofitament hidroelèctric, i posteriorment la traspassà a l'empresa Hidroelèctrica de Santa Magdalena S.A., la qual posteriorment la cedí a l'actual titular, Promociones y Proyectos Modolell, S.L.

## Components de la central

### La resclosa del Vallespir
La resclosa del Vallespir es troba en el terme municipal de Farrera a l'alçada de la Borda del Prilla, sota el poble de Montenartró i es troba a una altitud de 1.150 metres. Té 15 metres de longitud i una alçada de 2,5 metres, creant un petit embassament al riu de Santa Magdalena, que deriva un cabal per un canal de conducció soterrat fins a la cambra de càrrega situada a 1.143 metres d'altitud. La canonada forçada del salt té un desnivell de 200 metres fins a arribar a l'edifici que conté la sala de màquines de la central de Vallespir.

#### Pas per a peixos
Per possibilitar el pas dels peixos, s'hi construí un sistema de 10 safareigs successius amb salts. El problema es que el primer salt (entrada inferior) és excessivament alt, convertint el dispositiu en aparentment infranquejable, si més no en règims de cabals baixos o mitjans.

### L'edifici de la central
La central es troba a 970 metres d'altitud i està ubicada prop de la cua de la resclosa del Mal Pas. Consta d'un únic grup hidràulic amb una turbina Francis horitzontal de 4,22 MW de potència. L'alternador síncron és de 4.450 kVA. La producció mitjana anual és de 8,01 GW/h.
L'evacuació de l'energia produïda es fa per una línia de 25 KW.

## Imatges

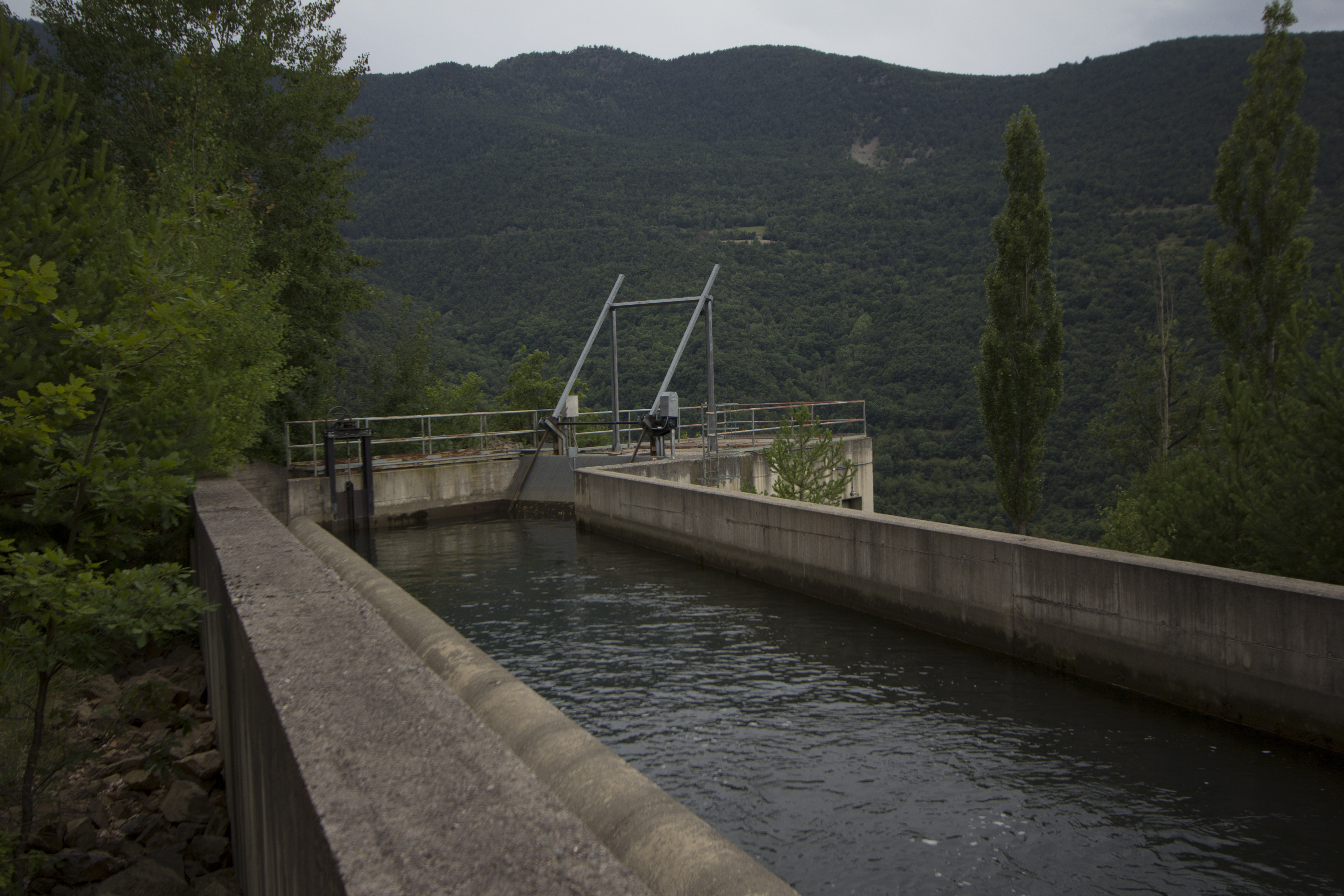
Dipòsit regulador de la cambra d'aigües
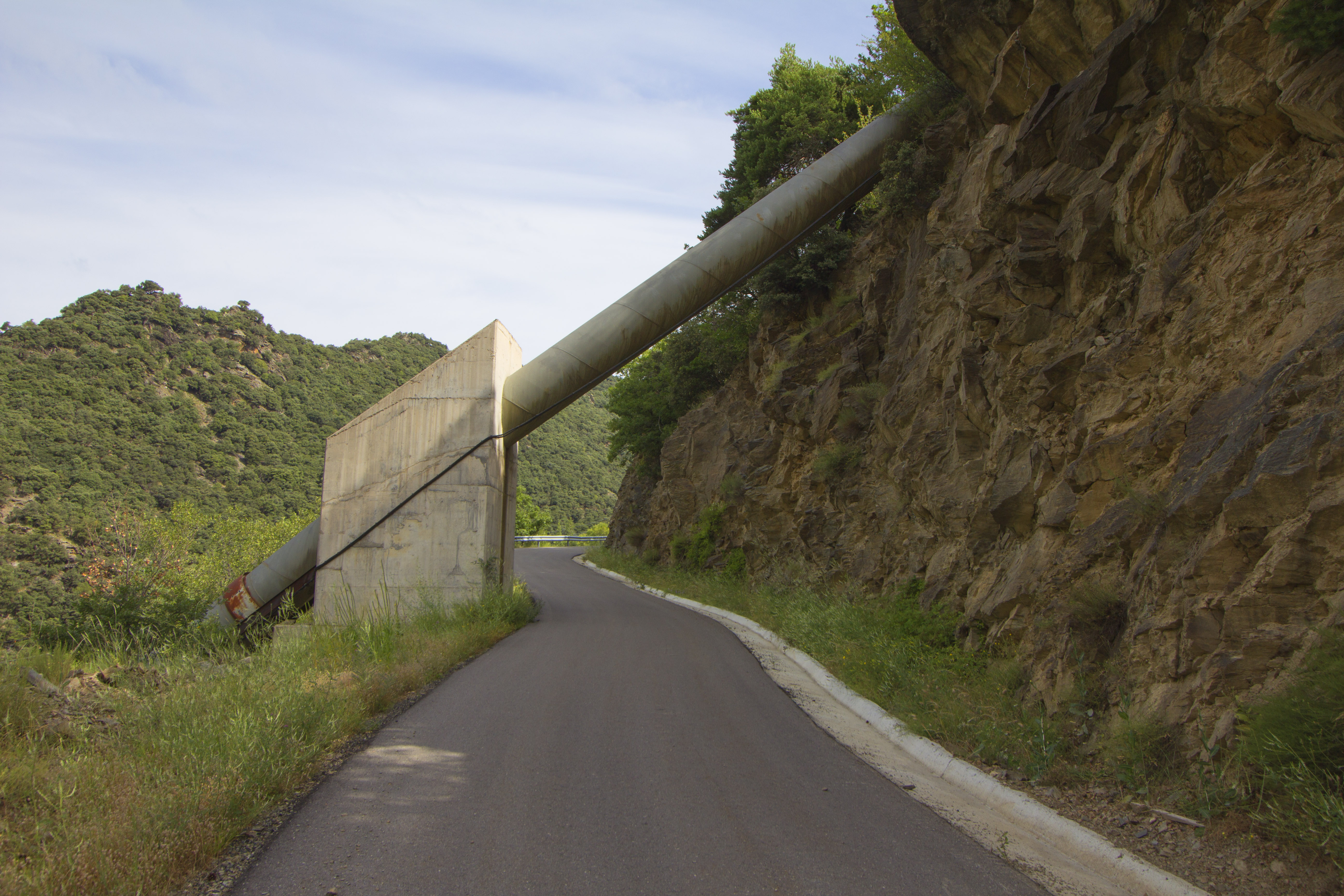
Canonada forçada